# Édouard Viénot
Édouard Viénot (Fontainebleau, 13 de setembro de 1804 - depois de 1º de abril 1884) foi um pintor francês. Discípulo de Guérin e Hersent, expôs nos salões de Paris de 1831 a 1870. O imperador Pedro II nomeou-o  "retratista e fornecedor da Casa Imperial", através de alvará do dia 20 de agosto de 1869. O artista mantinha um ateliê em Paris, no 92, Rue de la Victoire.

## Biografia
Nascido na cidade de Fontainebleau, em 13 de setembro de 1804, ele era um discípulo adolescente dos pintores Louis Hersent (1777-1860) e Paulin Guérin (1783-1855). Em 4 de outubro de 1822, ele se tornou parte da École des Beaux-Arts em Paris. Durante 1826 e 1827, ele trabalhou em Londres assinando seus trabalhos como Le chevalier Viennot e localizando seu estúdio na 20 York Street, Portman Square. De volta à França, ele se estabeleceu em Paris, localizando seu estúdio no número 92 da Rue de la Victoire. Entre 1831 e 1870, grande parte de suas obras foi exibida no famoso Salon de Paris, a exposição de arte oficial da Academia Francesa de Belas Artes. Em 20 de agosto de 1869, ele seria nomeado Retratista e Provedor da Casa Imperial pelo imperador Pedro II do Brasil, permitindo que ele usasse as armas imperiais para anunciar seu trabalho.

## Galeria

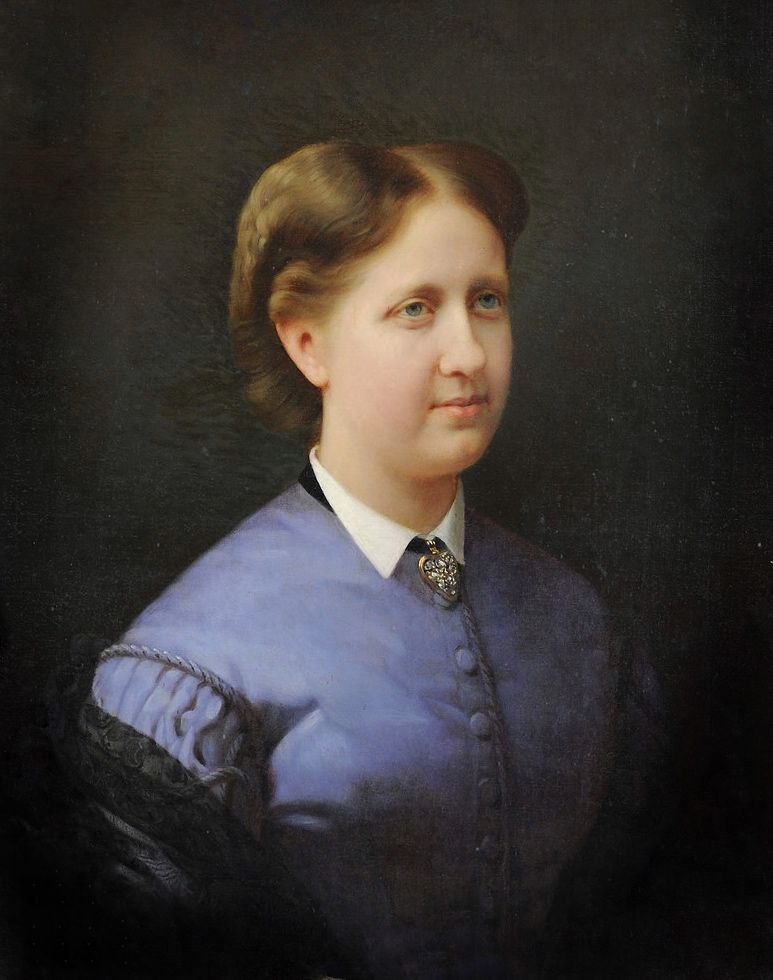
Princesa Isabel do Brasil
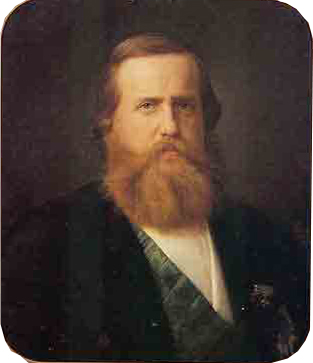
Pedro II do Brasil
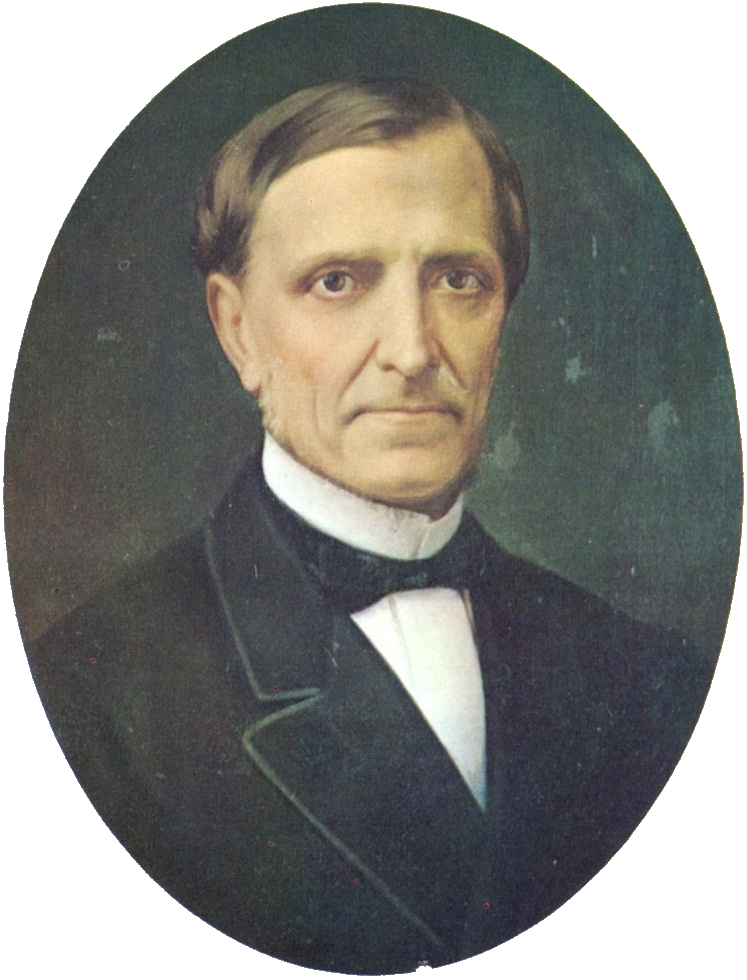
Irineu Evangelista de Sousa
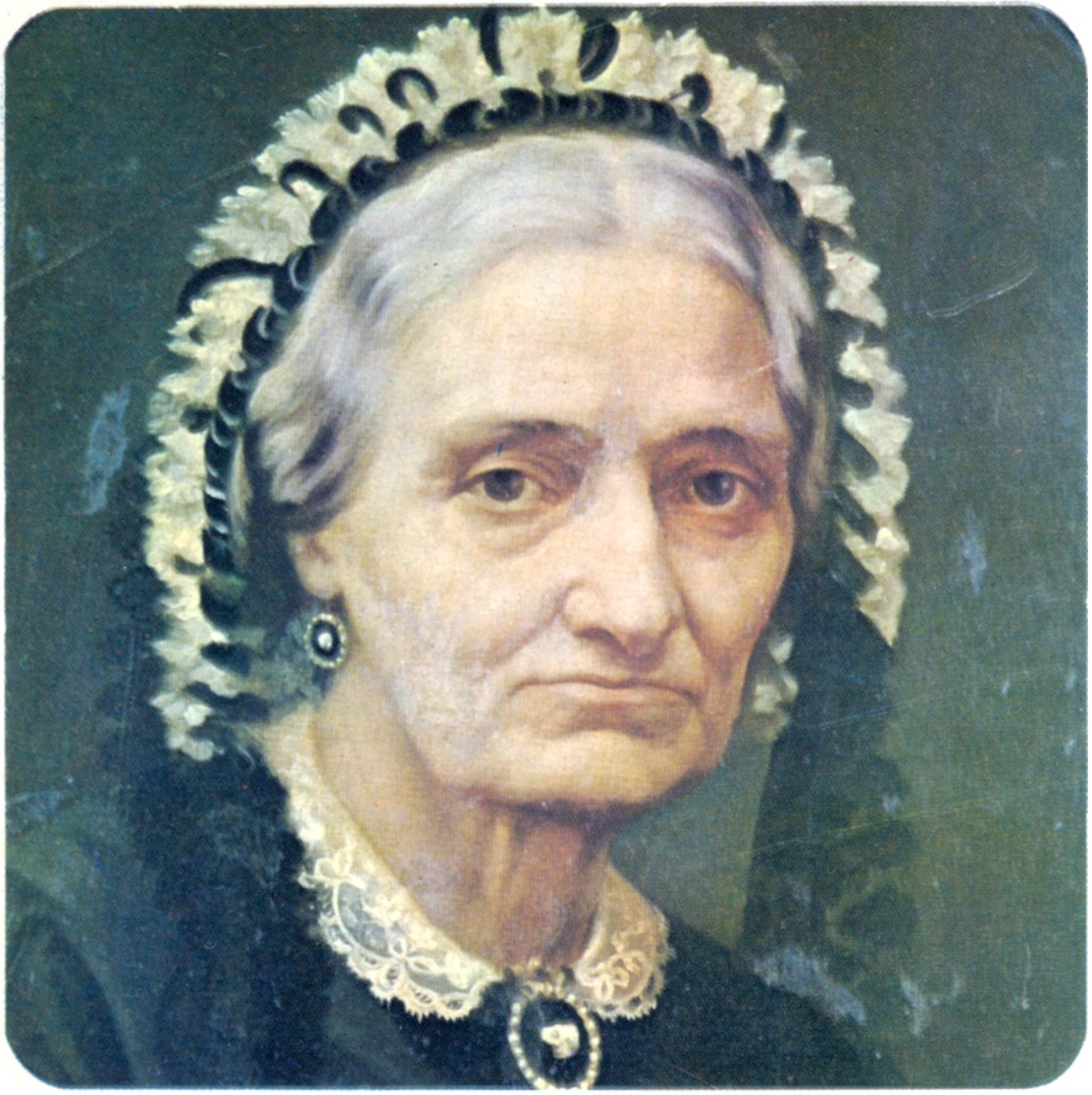
Mariana  Batista de Carvalho